# Habenaria jacobii
Habenaria jacobii är en orkidéart som beskrevs av Victor Samuel Summerhayes. Habenaria jacobii ingår i släktet Habenaria och familjen orkidéer. Inga underarter finns listade i Catalogue of Life.